# Порт Антверпена
Порт Антверпена (нидерл. Haven van Antwerp-Bruges) — глубоководный морской и речной порт Бельгии, основанный в 1972 году. Второй по величине порт Европы обслуживает большие регионы материка, так как расположен в центре Европейского континента и связан с главными индустриальными центрами системой путей доставки грузов. Порт расположен на берегу Северного моря, в дельте рек Шельда, Маас и Рейн. Навигация судов осуществляется из Западной Европы в Восточную, до Чёрного моря. Городской порт является победителем Международной экологической премии среди портов в 2013 году.
Общая сеть железнодорожных путей составляет 1061 метров, а длина асфальтированного дорожного полотна принято считать 409 км. Доходы порта Антверпен в 2012 году равняется 277 млн евро.

## История
Первое внутреннее положение по организации труда вышло 8 июня 1972 года. 1 января 1997 администрация порта Антверпен становится независимой от заинтересованных акционеров, после чего полное владение дивидендами получает администрация города Антверпен. В 2003 году группа «Мечел» создала компанию «Мечел Сервис Бельгия», которая установила партнерские отношения с фирмой Wijngaard Natie, оказывающей большой спектр портовых услуг. А в 2011 году компании совместно открыли новый складской комплекс общей площадью 40 тыс. м². По данным на 2012 год совет директоров состоял из 18 человек: 14 представителей муниципального совета (в том числе председатель Марк Ван Пил, Олдермен порта), два независимых представителя, один управляющий директор, один представитель Linkerscheldeoever.
В 2016 году закончилось строительство нового и самого большого портового шлюза, длина которого составляет 540 метров, ширина — 68, а затратная стоимость проекта составила приблизительно 340 млн евро. С 2009 по 2016 года было строительство нового здания портового управления, по архитектурной идеи ирако-британской художницы и дизайнера Захи Хадид.